# Большедворський Марк Олександрович
 Марк Олександрович Большедворський  (нар. 10 липня 1975 року, Ангарськ, Іркутська область) — російський державний діяч, юрист. Прокурор тимчасової окупаційної влади Росії в Севастополі (АР Крим) з 2 жовтня 2018 року. Державний радник юстиції 2 класу (2016).
Прокурор Сочі (2006—2017). Прокурор Республіки Адигея (2017—2018).

## Життєпис
Народився в 10 липня 1975 року в Ангарську Іркутської області.
1997 року закінчив юридичний факультет Іркутського університету.
З 1996 року студентом почав працювати в прокуратурі Іркутської області. З 1996 року протягом десяти років був старшим слідчим, слідчим з особливо важливих справ прокуратури Ангарська, заступником, першим заступником прокурора Ангарська.
З вересня 2006 року по листопад 2007 року — прокурор Сочі.
З 21 листопада 2007 — перший заступник прокурора Краснодарського краю, прокурором Сочі.
13 червня 2009 отримав класний чин державний радник юстиції 3 класу.
C червня 2017 року по 2 жовтня 2018 року прокурор Республіки Адигея.
З 2 жовтня 2018 — прокурор тимчасової окупаційної влади Севастополя.
Класний чин — Державний радник юстиції 2 класу.

### Сім'я
Одружений, виховує трьох дітей.

## Нагороди
- Орден Дружби (РФ)
- Нагрудний знак «Почесний працівник прокуратури РФ».
- Медаль «За бездоганну службу».
- Медаль «Руденко»[4]
- Медаль «За видатний внесок у розвиток Кубані» I ступеня.
- Відзнака «За вірність закону» I ступеня.